# Merouane Kial
Merouane Kial, né le 5 mars 1972 à Tixter dans la wilaya de Bordj Bou Arreridj, est un footballeur algérien. Il évoluait au poste de gardien de but.
Il est actuellement manager au MSP Batna.

## Biographie
Après avoir passé 17 longues années avec son club formateur, le CA Bordj Bou Arreridj, Kial s'engage en 2010 en faveur du MC Saïda, en signant un contrat de deux ans.
Entre 2002 et 2012, il dispute près de 200 matchs en première division algérienne.

## Palmarès
- Finaliste de la Coupe d'Algérie en 2009 avec le CA Bordj Bou Arreridj
- Champion d'Algérie de D2 en 1998 (Groupe Est) et 2001 (Groupe Centre-Est) avec le CA Bordj Bou Arreridj